# HD 190647
HD 190647 ist ein etwa 190 Lichtjahre von der Erde entfernter Hauptreihenstern der Spektralklasse G5 im Schützen. Er besitzt eine scheinbare Helligkeit von 7,78 mag. Im Jahre 2007 entdeckte Dominique Naef einen extrasolaren Planeten, der diesen Stern umkreist. Dieser trägt die Bezeichnung HD 190647 b.